# Bataille des Quatre Bras
Pour un article plus général, voir Campagne de Belgique.
Campagne des Cent-Jours 
 Septième Coalition
Batailles
Batailles des Cents-Jours
Campagne du duc d'Angoulême
- Ajaccio
- Bonifacio
- Montélimar
- Loriol

Campagne de Belgique
- Ligny
- Quatre-Bras
- Waterloo
- Wavre

Campagne de France de 1815
- Maubeuge
- Huningue
- La Souffel
- Vélizy
- Rocquencourt
- Sèvres
- Issy

Guerre napolitaine
- Panaro
- Ferrare
- Occhiobello
- Carpi
- Casaglia
- Ronco
- Cesenatico
- Pesaro
- Scapezzano
- Tolentino
- Ancône
- Castel di Sangro
- San Germano
- Gaète

Guerre de Vendée et Chouannerie de 1815
- Les Échaubrognes
- L'Aiguillon
- Aizenay
- Sainte-Anne-d'Auray
- Cossé
- Saint-Gilles-sur-Vie
- Redon
- Les Mathes
- Muzillac
- Rocheservière
- Thouars
- Auray
- Châteauneuf-du-Faou
- Guérande
- Fort-la-Latte

La bataille des Quatre Bras s'est déroulée le 16 juin 1815, entre 14 et 21 heures, au début de la campagne de Belgique, autour du carrefour routier du même nom, situé actuellement près de Baisy-Thy, sur le territoire de la commune wallonne de Genappe. Ce carrefour, situé à trente-quatre kilomètres de Bruxelles et à dix-huit de Waterloo, revêt une importance stratégique majeure car il marque le croisement des routes sud-est - nord-ouest Namur-Nivelles et sud-nord Charleroi-Bruxelles.
Cette bataille opposa les troupes françaises commandées par le maréchal Ney et une partie de l'armée anglo-alliée du duc Arthur Wellesley de Wellington. Le même après-midi, la majeure partie de l'armée de Napoléon Ier affrontait les Prussiens du maréchal Blücher et remportait la bataille de Ligny, à 15 km au sud-est.
La bataille des Quatre Bras peut être considérée comme un match nul tactique, même si, le lendemain, informé de la défaite de Blücher, Wellington opéra un retrait stratégique vers le nord et Waterloo, où sera livrée, deux jours plus tard, l'ultime bataille de la campagne et de l'empereur français.

## Prélude
L'armée du Nord assemblée par Napoléon pour la campagne de Belgique de 1815 était trop faible numériquement pour vaincre, après leur concentration, les armées anglo-alliée et prussienne stationnées en Belgique et aux Pays-Bas. Son objectif stratégique était donc d'aller vite, de les séparer et de les battre l'une après l'autre. Ses adversaires étaient conscients de cette éventualité mais ne pouvaient, au moins jusqu'à ce que les intentions de l'Empereur fussent connues avec certitude, négliger les autres possibilités. Les Prussiens étaient ainsi soucieux de veiller sur la frontière du Rhin et les Anglais de garder l'accès à la mer et aux ports, qui leur garantissait approvisionnement et possibilité d'un embarquement. L'armée anglo-néerlandaise se trouvait donc cantonnée au sud et à l'ouest de Bruxelles, et les Prussiens, grosso modo, le long de la frontière belgo-allemande, sur une ligne Liège (Bülow)—Namur (Blücher)—Charleroi (Zieten). Plus d'un mois plus tôt, le 3 mai, Wellington et Blücher s'étaient toutefois rencontrés à Tirlemont pour coordonner leur action, et convenu de concentrer, dès que Napoléon aurait fait mouvement en territoire belge, leurs forces dans la zone Nivelles/Quatre-Bras (pour Wellington) et Sombreffe/Fleurus (pour Blücher).
La veille de la bataille des Quatre Bras, le 15 juin dans la matinée, les éléments de tête de l'armée française — cavalerie et marins de la Garde — ont franchi la Sambre à Charleroi et réussissent à repousser les Prussiens dans les villages surplombant la ville. Dans le courant de l'après-midi, deux divisions du corps du général Reille passent à leur tour la Sambre et avancent vers le nord et Bruxelles : les divisions Jérôme et Bachelu. Le corps prussien de Ziethen mène un combat d'arrière-garde en reculant vers Gosselies. À 20 heures, Napoléon installe son quartier général à Charleroi.
Contrairement à Wellington, le compétent major-général Constant-Rebecque, chef d'état-major du prince d'Orange au grand quartier général néerlandais à Braine-le-Comte, a très tôt pressenti l'importance du carrefour des Quatre-Bras, et que Napoléon va chercher à s'en emparer au plus tôt. Aussi, dès l'annonce du retrait des Prussiens, ce 15 juin, devant l'avance française, Constant-Rebecque a pris les dispositions suivantes : la 1re brigade (Bylandt) de la 2e division belgo-néerlandaise (Perponcher) gardera la route de Binche à Nivelles tandis que la 2e brigade (Saxe-Weimar) se chargera de celle de Charleroi à Bruxelles, et sera stationnée aux Quatre-Bras.
Saxe-Weimar arrive sur place dans l'après-midi. En face, l'avant-garde française, formée de la cavalerie légère de la Garde impériale) arrive à Frasnes en début de soirée et lance une reconnaissance des Quatre-Bras. Une escarmouche s'ensuit et le commandant français, le général Lefebvre-Desnouettes, surestime la force des troupes de Nassau — mercenaires combattant pour les Pays-Bas — qui lui sont opposées et considère que la tombée prochaine de la nuit ne permet pas de prendre le contrôle du carrefour avant le lendemain. Il se retire et en réfère à Ney,.

Les mouvements de troupes du 15 au 17 juin 1815.

De son côté, Constant-Rebecque, une fois informé, commande à Saxe-Weimar de tenir son poste à tout prix, et en réfère aussitôt, le soir même, au prince d'Orange, alors à Bruxelles. À peu près au même moment, Wellington vient de recevoir l'information de la retraite prussienne, et a actualisé ses ordres précédents en conséquence (les after orders). Cette actualisation prescrit aux troupes néerlandaises de quitter Quatre-Bras pour Nivelles, ce qui laisse le carrefour aux Français et menace de rompre la liaison entre les armées anglo-néerlandaise et prussienne. Wellington, lorsqu'il reçoit la nouvelle de l'accrochage des Quatre-Bras, ne change pas ses ordres immédiatement. Ce soir-là, il y a un bal en l'honneur de la Duchesse de Richmond et il est hors de question que les officiers britanniques n'y participent pas. Wellington s'y rend donc avec son état-major mais demeure attentif à l'évolution de la situation. Pendant ce temps, les after orders destinés aux divisions néerlandaises continuent leur chemin et parviennent à Constant-Rebecque, à Braine-le-Comte autour de 22 h du 15 juin. Celui-ci comprend alors que Wellington n'a pas saisi la gravité de la situation. Pour ne pas contredire le général en chef, il se résout à « interpréter » les ordres. Ainsi, au lieu d'éloigner les Néerlandais de Quatre-Bras, il rapproche la 3e division (Chassé) à Nivelles et place la division de cavalerie du général baron Collaert derrière La Haine. Verbalement, il prescrit au général Perponcher de tenir Quatre-Bras à n'importe quel prix. Cette initiative permet aux alliés, le lendemain 16 juin, de tenir le carrefour et donc d'empêcher que l'armée prussienne ne soit prise à revers et sans doute détruite par les troupes de Ney.
Côté français, les choses ne sont pas claires. Ney, à qui est confié le commandement de l'aile gauche de l'armée impériale (1er(d'Erlon) et 2e corps (Reille) plus la division de cavalerie légère de la Garde impériale), est un arrivé de la dernière minute : l'Empereur lui a fait écrire le 13 que, s'il voulait combattre à ses côtés, il veillerait à être présent à la première bataille. Ney a rallié immédiatement la frontière et Napoléon à Charleroi ce soir du 15 juin 1815. Ney doit donc non seulement improviser son commandement, ses relations avec ses subordonnés, mais aussi deviner le sens des ordres de l'empereur.

## Préliminaires

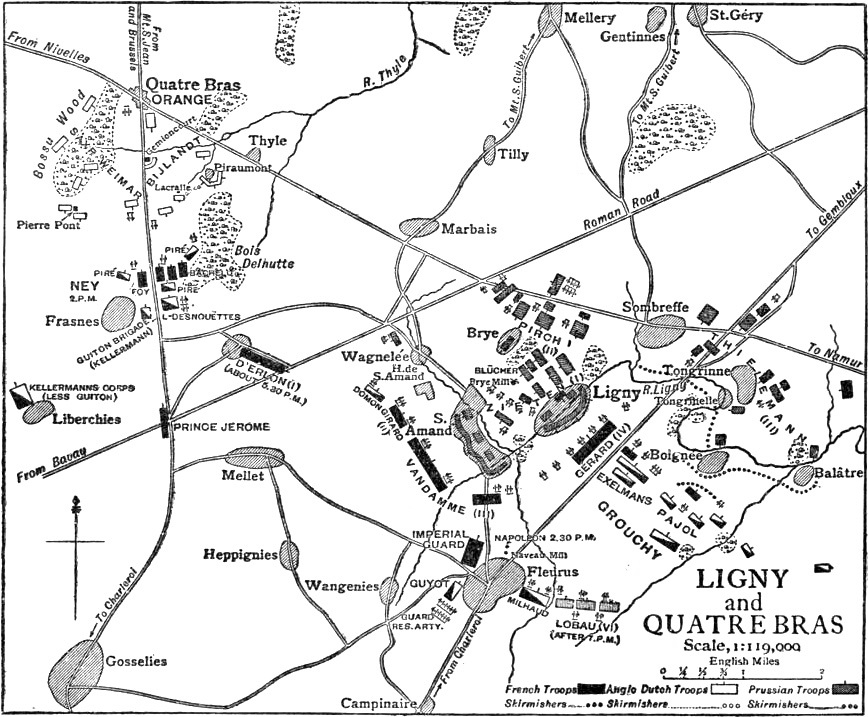
Carte de la bataille.

### Déploiement des Alliés
Le général Perponcher, commandant la 2e division néerlandaise, réussit à regrouper presque toute sa division — 7 000 hommes — aux Quatre-Bras tôt dans la matinée du 16 juin. Seul le 7e de ligne se trouve encore à Nivelles avec le commandant de la brigade, Bylandt, mais ce régiment doit rallier le carrefour dès que possible. Car, en se mettant en route à deux heures du matin, et ainsi que le rapporte le chef de l'état-major de la 2e division, le colonel Van Zuylen (en) : « Le 16 juin – S.E. [Son Excellence, ''alias'' Perponcher], partit avec le 27e bataillon de chasseurs et le 8e bataillon de milice nationale pour les Quatre-Bras. Au moment oǜ il sortait de Nivelles, S.E. rencontra un détachement de cinquante hussards prussiens du 2e régiment de Silésie, coupés de leur corps. N'ayant pas de cavalerie à sa disposition, il fit au [commandant] la proposition de l'accompagner, ce que cet officier accepta avec empressement. Durant la marche vers les Quatre-Bras [Perponcher] amena à sa suite les compagnies qui avaient été détachées sur la route par les deux bataillons. Il arriva de sa personne, aux Quatre-Bras, à trois heures et demie, tandis que les troupes y furent rendues à quatre heures ». Sur place, Perponcher ordonne ses troupes pour le combat. Concernant l'infanterie, les chasseurs du 27e bataillon sont placés en première ligne, à gauche de la chaussée de Charleroi, les deux compagnies de flanc de ce bataillon à gauche. Le 8e bataillon de milice est placé en réserve au centre, derrière le hameau des Quatre-Bras. Le 2e bataillon du 2e régiment de Nassau (que viendra soutenir, vers midi, le 3e bataillon), est positionné sur les hauteurs, près de la chapelle de Frasnes : l'une de ces compagnies garde le hameau, les deux autres la lisière du bois de Bossu. De cette façon, le bataillon commande tout le bois.
À six heures, deux compagnies de chasseurs se portent à la hauteur de la chapelle de Frasnes elle-même afin de la disputer à l'ennemi, cependant que deux compagnies du 27e chasseurs se postent plus loin à gauche et que les tirailleurs gagnent la lisière du Bois de Villers-Perwin pour observer l'ennemi. Le 7e bataillon de ligne fait mouvement pour se placer à droite de ce bois que le 7e de milice investit alors. Enfin, le 5e de milice se poste à gauche de la chaussée de Charleroi avec mission de garder la ferme de Gémioncourt. Quant à l'artillerie, deux canons de deux livres et un obusier de l'artillerie à cheval (capitaine Bijlevelt) sont placés sur la route de Frasnes tandis qu'un obusier et un canon de six livres sont postés sur le côté droit de cette route et que les trois autres canons de six sont positionnés sur la chaussée de Namur. Les deux obusiers et quatre canons de six livres de l'artillerie à pied (capitaine Stevenart) se placent avant le hameau, deux canons soutenant l'aile droite de la première ligne.

### Arrivée de Wellington
Vers sept heures, le duc de Wellington et le prince d'Orange quittent Bruxelles. Wellington prescrit à son chef de l'état-major, le colonel DeLancey (en), de lui dresser un état de la position actuelle de toutes les unités de l'armée qu'il commande. Malheureusement, l'état-major est débordé par les trois flux d'ordres de la veille et DeLancey n'a qu'une vague idée de ces positions. Pire, beaucoup de ses ordres ne sont pas arrivés à destination, et les unités concernées n'ont pas bougé, ou ne l'ont fait de leur propre initiative que tardivement. Ce dysfonctionnement explique en grande partie les retards vécus par l'armée anglo-alliée aux Quatre-Bras. Le duc lui-même rencontre la division Picton à proximité du Mont-Saint-Jean, toujours en attente, et doit ordonner lui-même à Picton de faire mouvement vers le carrefour. Il est dix heures, ce 16 juin, quand Wellington et le prince arrivent aux Quatre-Bras. Là, il est informé de l'attaque exploratoire menée par la cavalerie française et approuve les dispositions prises par Perponcher, qui reçoit même les compliments du général en chef. En fin de matinée, il gagne Ligny pour une conférence avec Blücher sur la bataille à venir avec Napoléon, laissant le prince d'Orange en charge aux Quatre-Bras.

### Arrivée des Français et face-à-face des belligérants
Pendant ce temps, Ney attend toujours le renfort des corps d'Erlon et Reille, le premier rassemblant ses troupes éparses autour de Gosselies et le second autour de Frasnes. Pendant ce temps, Napoléon ordonne au comte de Valmy, le général Kellermann, de rejoindre Ney avec toute sa cavalerie lourde. Vers midi enfin, Reille, toujours à Frasnes, est prêt à faire route vers les Quatre-Bras. L'infanterie de Bachelu et la cavalerie de Piré doivent former l'avant-garde, suivie par les divisions d'infanterie Foy et prince Jérôme. Autour de 14 heures, l'avant-garde française aperçoit les positions néerlandaises. Face à l'aile gauche française se trouvent, dans le bois de Bossu, outre les six canons du capitaine Stevenart, le 1er bataillon du 2e régiment de Nassau, le 8e de milice, et le 1er bataillon du 28e régiment de ligne, ou régiment Orange-Nassau, appelé ainsi pour le distinguer du 28e régiment britannique, de la division Picton. Les deux fermes de Pierrepont sont tenues par le régiment Orange-Nassau. Face à la droite française se trouve le 27e chasseurs, qui tient les fermes de Gemioncourt et de Piraumont, mais aussi la ferme de « Paradis », sur la route Nivelles-Namur, et couvre ainsi un front de 1 000 mètres, ce que Ney, présent sur place depuis 13 h 45, remarque. Il décide donc de faire de la ferme de Gémioncourt son objectif majeur, puis le bois de Bossu qu'il ne pense pas être occupé, malgré la mise en garde de Reille, plus sensible aux « pièges britanniques ».

## Déroulement de la bataille
La bataille débute à 14 h,. Ney dispose alors de 9 600 fantassins, 4 600 cavaliers et 34 canons, tandis que Guillaume d'Orange aligne 8 000 fantassins et 16 canons sans aucune cavalerie.

### Premières attaques françaises
Tandis que la division Jérôme — 7 800 hommes et huit canons — est enfin partie de Gosselies mais ne pourra participer au combat que vers 16 heures, au mieux, le général Reille emmène la brigade Jamin de la division Foy et les brigades de Husson et Campi de la division Bachelu en trois colonnes. Les lanciers et les chasseurs à cheval de Piré flanquent la brigade Campi sur sa droite. Arrivée à hauteur de la ferme Lairalle, la brigade Jamin, dirigée par le général Foy lui-même, tourne à gauche vers le bois de Bossu et attaque la ligne des chasseurs du 27e, les deux brigades de Bachelu continuant à droite vers Pireaumont où ils refoulent les autres compagnies de chasseurs néerlandais. Foy fait déployer ses batteries, qui ouvrent le feu contre celles de Bijlevelt et Stevenart, avec un résultat dévastateur : Stevenart est tué, sa batterie dévastée, et Bijlevelt forcé de retirer au nord de Gemioncourt, laissant un obusier aux Français.

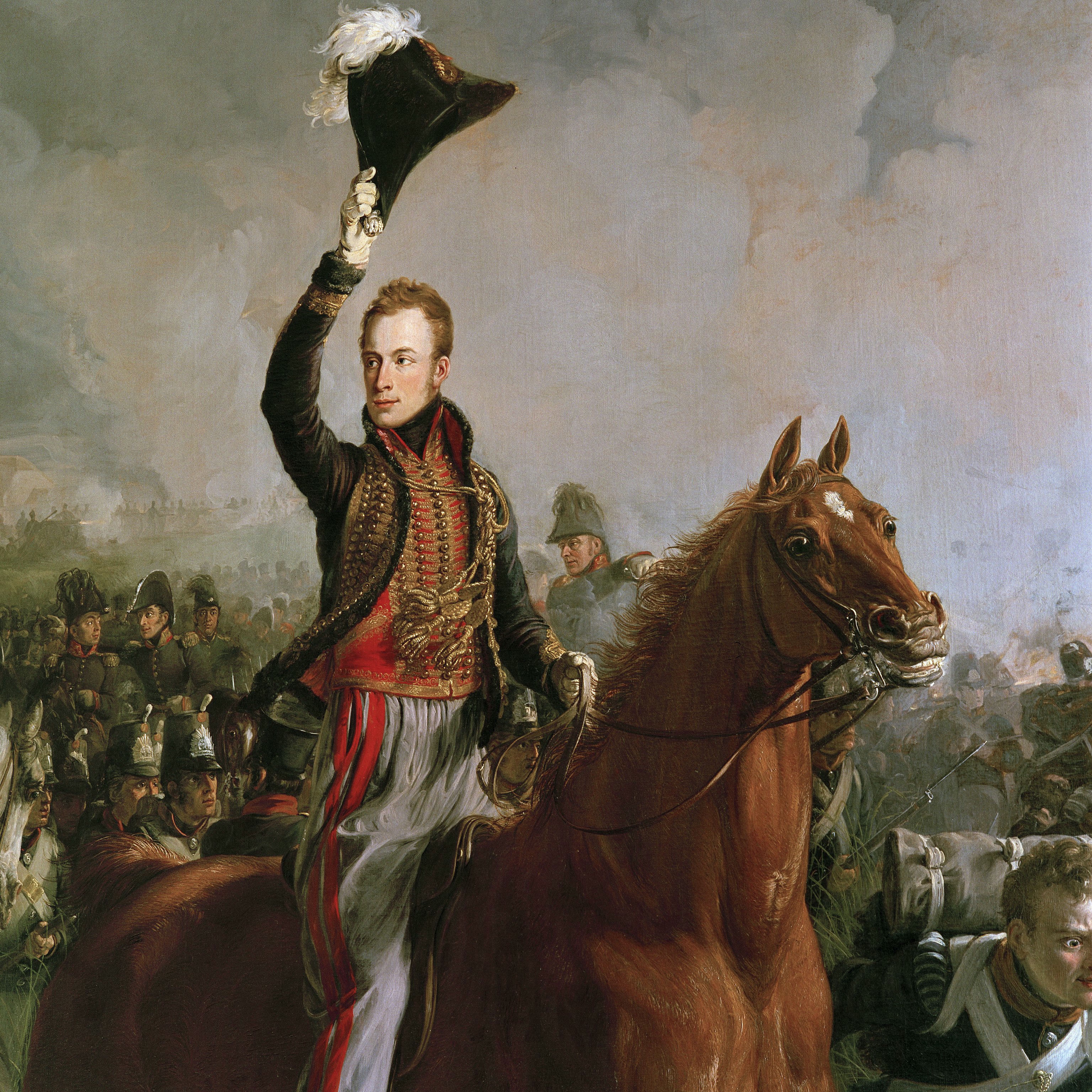
Le prince d'Orange aux Quatre-Bras, par Jan Willem Pieneman.

Pendant ce temps la brigade Gauthier de la division Foy attaque la lisière méridionale du bois de Bossu, repoussant les bataillons de 1er Orange-Nassau et le 8e de milice à l'intérieur du bois avant que Saxe-Weimar ne lance une contre-attaque à la baïonnette et ne reprenne la partie du bois que les Français viennent d'occuper. Vers 16 heures, le prince d'Orange vint renforcer Saxe-Weimar avec le 2e Orange-Nassau : la division du prince Jérôme est alors en train d'investir le bois avec vigueur. À un contre quatre, Saxe-Weimar doit reculer. Il le fait pas à pas, en bon ordre, et vient prendre position au nord, à l'ouest, et sur la route de Houtain-le-Val.
À la ferme de Gémioncourt, le 5e de milice du lieutenant-colonel Westenberg a été attaqué par la brigade Jamin, soutenue par les lanciers de Piré, qui les a refoulés dans la ferme emmurée qu'ils doivent bientôt évacuer. Vers 15 h 15, la position de la division Perponcher est critique. Elle affronte 17 000 fantassins, 4 700 cavaliers et 62 canons, subit de lourdes pertes et n'a reçu aucun renfort. Wellington, qui revient de Ligny à ce moment, constate avec inquiétude qu'aucune unité britannique n'est encore arrivée. Celles qui ont fait mouvement de leur propre initiative se sont vues ralenties dans le gigantesque embouteillage des troupes alliées sur la route de Braine-le-Comte à Nivelles.

### Renforts alliés et contre-attaque néerlandaise sur Gémioncourt
Vers 15 heures, la brigade de cavalerie légère belgo-néerlandaise du général Van Merlen vient d'arriver de Binche où, avant le 15 juin, elle a été cantonnée en mission de reconnaissance. Peu après, ce sont les premiers éléments de la division Picton qui arrivent de Bruxelles. Van Merlen apporte 1 000 cavaliers et deux pièces d'artillerie à cheval. Il place ses hussards (Boreel) et dragons (Mercx) au sud de la chaussée de Namur en deux lignes. Picton amène quant à lui les brigades écossaise et anglaise de Pack et Kempt, soit huit bataillons, qui se déploient aussitôt sur la route de Namur, leur droite touchant le hameau de Quatre-Bras, la gauche s'appuyant sur la ferme de Haute-Cense. Peu de temps après, c'est au tour de la brigade hanovrienne du colonel Best de se présenter. Elle se positionne derrière ces brigades britanniques. Ces renforts viennent de porter l'effectif des alliés à 15 000 fantassins, 1 000 cavaliers et vingt-sept canons.
Motivés par ces renforts, les miliciens du 5e repartent à l'assaut de la ferme de Gémioncourt et en chassent à la baïonnette les hommes de Jamin. Ils sont immédiatement attaqués par les chasseurs à cheval du colonel Faudouas, mais les reçoivent avec sang-froid. Leurs tirs nourris contraignent les cavaliers français à s'enfuir en désordre. Les jeunes soldats du 5e, secondés par les débris du 27e chasseurs, plus tôt malmené par les soldats de Jamin, s'illustrent : ils accueillent à présent les lanciers de Galbois comme ils l'ont fait avec les chasseurs à cheval. Vient le prince d'Orange, sur Vexy, sa monture préférée. À peine a-t-il félicité ses hommes qu'il voit venir sur la ferme l'arrivée d'une colonne de cavalerie et d'infanterie françaises. Il ordonne aussitôt à Merlen de les engager et se met lui-même à la tête de ses miliciens pour les mener contre la colonne de Foy. L'affaire, cette fois, est plus ardue et les Néerlandais sont à nouveau forcés d'évacuer Gémioncourt.

### Déboires de la cavalerie belge
Avec maladresse, les hussards de Boreel viennent attaquer la colonne Foy mais sont facilement repoussés par les chasseurs à cheval de Simonneau, puis poursuivis par les lanciers de Jacqueminot. Dans son élan, la cavalerie française se jette sur ce qui reste des batteries de Stevenart et Bijlevelt, et sur le bataillon du 5e de milice en retraite. Le prince d'Orange, enveloppé par la charge de la cavalerie française, ne doit son salut qu'à la vitesse de son cheval.
Les dragons belges du colonel Mercx, voyant les hussards néerlandais repoussés, se lancent au galop contre les chasseurs à cheval français. Dans le choc, ils retrouvent d'anciens camarades de régiment, le 6e régiment de chasseurs à cheval français, auquel ils ont appartenu quelques mois plus tôt, au moment où les Belges sont encore dans les rangs de la Grande armée. Appelés par les Français à déserter et à rejoindre l'armée impériale, les Belges sont demeurés côté allié. Ils reculent, et viennent chercher protection auprès d'un bataillon d'infanterie écossais de la division Picton. Mais les Belges, non encore pourvus de nouveaux uniformes et portant leur ancien uniforme français[réf. nécessaire], sont pris pour des ennemis, et les Écossais les accueillent à coups de fusil,.

### Situation générale des deux camps
Il est 16 heures environ, et voici venir le corps du duc de Brunswick, qui vient se placer près du bois de Bossu, là où le ruisseau de Gémioncourt débouche du bois. Avec tous ces renforts, le centre allié, et notamment le centre-droit, est renforcé. Cependant, les Français sont sur la rive du ruisseau et s'apprêtent à monter à l'assaut du carrefour. Les forces sont à présent plus ou moins égales. Ney, qui n'a reçu aucun renfort, compte sur l'arrivée du corps de d'Erlon, qui remonte de Gosselies, soit près de 19 000 fantassins, 1 500 cavaliers et 46 canons.
C'est alors qu'il reçoit un ordre de Napoléon, envoyé par le maréchal Soult, chef d'état-major général en l'absence du maréchal Berthier (décédé quelques jours plus tôt, le 1er juin 1815). L'ordre est daté de 14 heures — la distance entre Fleurus et les Quatre-Bras par Gosselies est d'environ 18 km —, et ordonne au « Brave des braves » de refouler « […] tout ce qui est devant vous, et qu'après l'avoir vigoureusement poussé, vous vous rabattiez sur nous pour concourir à envelopper le corps dont je viens de vous parler [Blücher] ». De Bas et Wommersom continuent : « Eclairé désormais sur les intentions de Napoléon, le maréchal Ney comprit enfin qu'il devrait à tout prix se rendre maître de l'intersection des chaussées de Bruxelles et Namur et prit en conséquence les dispositions pour diriger contre ce point […] une attaque énergique. Il ordonna au général Bachelu de déboucher au-delà de Pireaumont pour attaquer l'aile gauche de l'ennemi, à la brigade de Jamin de seconder [cette attaque] en longeant à l'est la chaussée de Charleroi. Cinq batteries [42 canons] devaient préparer le mouvement offensif en prenant position ».
De son côté, Wellington décide de tenter de déséquilibrer Ney en faisant avancer le corps du duc de Brunswick à Gémioncourt et (le faisant lier ?) avec les Néerlandais, toujours dans le bois de Bossu. Dans le même temps, il ordonne à Picton de faire avancer ses brigades en ligne pour soutenir le mouvement des Brunswickois. Il espère ainsi briser les colonnes d'assaut de Bachelu, qui approchent, et regagner une partie du terrain perdu plus tôt dans la journée par les Néerlandais. Cachés par les plants de seigle de plus de six pieds de haut, les hommes de Picton fusillent les Français à courte portée et les poursuivent à la baïonnette. Mais, sous le feu de l'artillerie impériale et la menace des lanciers français et d'une batterie d'artillerie montée dételant à proximité, ils doivent reculer à leur tour et revenir sur leurs positions initiales.

### Mort du duc de Brunswick et charge de Piré

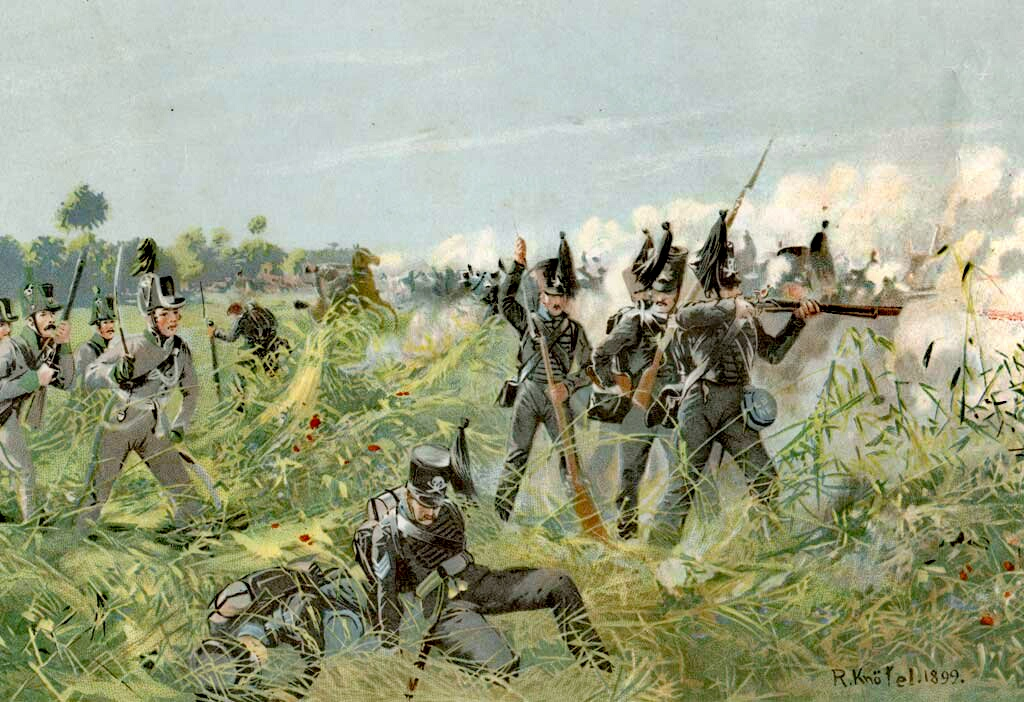
Les Brunswickois aux Quatre Bras, 1815, par Richard Knötel, 1899.

Sur le flanc droit allié, soit la gauche française, le duc de Brunswick a avancé jusqu'au bois de Bossu, protégé par les seigles. Les Néerlandais de Saxe-Weimar se trouvent encore dans le bois, mais, en l'attente des troupes qui doivent les remplacer sur place, reculent devant les tirailleurs de Jérôme. Les Brunswickois avancent encore en colonnes quand les Français en sortent, poussant devant eux les Néerlandais. La colonne ne réalise la situation que trop tard, quand ils sont pris, sur leur flanc, par le feu des tirailleurs français. C'est la confusion chez les hommes du duc de Brunswick. C'est alors que survient la cavalerie française. Le duc veut s'y opposer avec sa cavalerie quand il est mortellement touché par une balle de mousquet français. La progression des Brunswickois est stoppée, et c'est le sauve-qui-peut.
Ney sent que le moment est opportun et ordonne à Piré de monter à l'assaut du carrefour avec deux brigades sur chacun des côtés de la chaussée de Charleroi. Wellington a rallié la cavalerie brunswickoise et le reste de la brigade Merlen, et tente de s'opposer à la charge française, mais en vain. La cavalerie alliée est repoussée derrière le carrefour. Le duc de Wellington lui-même est contraint de se réfugier dans un carré écossais, faisant sauter son cheval au-dessus de la tête de ses soldats. Les hommes de Picton et les Brunswickois ont formé des carrés, et tirent sur les cavaliers de Piré qui font des dégâts mais doivent se retirer
Il est maintenant 17 h environ. Pour Wellington, le pire est passé. De nouveaux renforts arrivent continuellement : d'abord les brigades de tête de la division Alten, celles de Kielmannsegge et de Halkett. L'infanterie alliée a déjà 20 000 hommes environ, dont une majorité de frais, contre les mêmes combattants de Ney. Puis, une heure plus tard, la division de la garde du général Cooke (en) arrive sur place. Wellington a maintenant la supériorité numérique. C'est alors qu'un messager prussien se présente, porteur d'un message urgent du général Gneisenau, le chef d'état-major de Blücher. Les Prussiens ont débuté la bataille de Ligny ce même après-midi vers 15 h, contre le gros de l'armée de Napoléon, et sont en train de perdre. Gneisenau demande à Wellington qu'il retienne au moins Ney aux Quatre-Bras. Wellington promet de faire de son mieux.

### Charge des cuirassiers de Kellermann

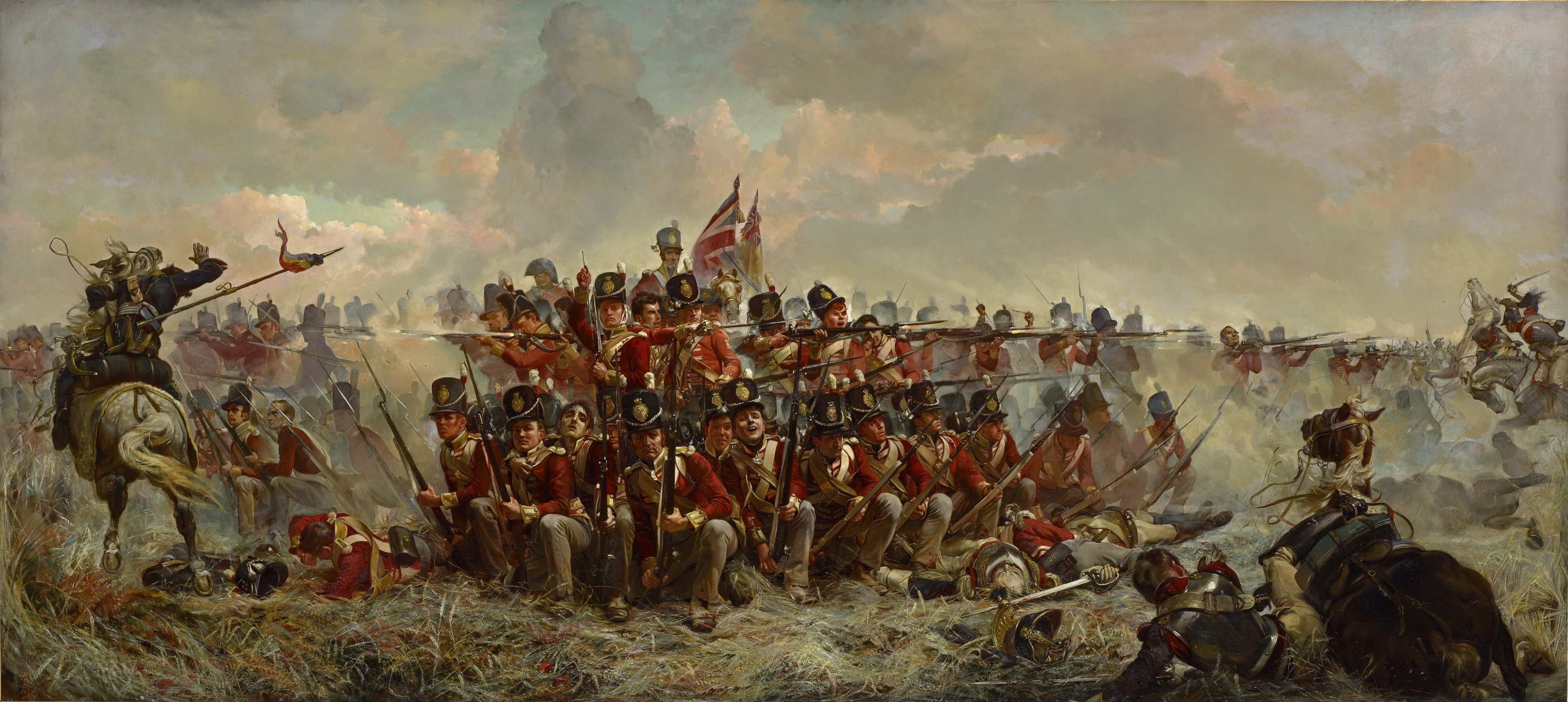
Bataille des Quatre-Bras, le 16 juin 1815, par Elizabeth Butler : le ', reconnaissable à son shako « tuyau de poêle », a formé le carré d'infanterie contre la cavalerie française. D'autres corps britanniques (comme la fameuse Black Watch écossaise), soudainement attaqués par la cavalerie française, n'auront pas le temps de former le carré et seront dispersés.

Côté français, Napoléon a, à 15 heures, écrit à Ney pour l'informer qu'il a besoin du corps de d'Erlon pour parachever la victoire attendue à Ligny. C'est une mauvaise nouvelle pour Ney, qui compte sur ce corps frais pour emporter les Quatre-Bras et vaincre Wellington. À présent, il sait ses hommes fatigués, l'élan de son assaut retombé, et est désormais conscient de son infériorité numérique. Il n'est plus question de prendre le carrefour ni de vaincre les Alliés, mais seulement d'éviter de reculer et d'exposer l'Empereur à la jonction des armées de Wellington et de Blücher. Ney, qui vient d'apprendre que le corps du comte d'Erlon a quitté la route de Charleroi et se rapproche du champ de bataille de Ligny, est en plein doute. Il craint de ne pas tenir, et il envoie une estafette pour faire rappeler d'Erlon, malgré l'ordre impérial.
Pendant que Wellington s'occupe d'améliorer sa position en lançant la brigade Kielmannsegge sur la ferme de Piraumont et que le prince d'Orange ordonne à la brigade Halkett de se déployer en ligne pour soutenir Picton, Ney, en attente de d'Erlon, fait chercher les cuirassiers du général Kellermann laissés en réserve à Frasnes. « Prenez votre cavalerie, jetez-vous au milieu des Anglais. Écrasez-les, passez-leur sur le ventre ! » lance le maréchal à son subordonné. Un millier de cavaliers bardés de fer s'élancent maintenant sur la brigade Halkett, surprennent le 69e régiment d'infanterie qui ne parvient pas à former le carré à temps, lui prennent ses drapeaux et renversent également les 73e et 33e régiments d'infanterie, dont les hommes s'enfuient dans le bois de Bossu. Kellermann, toutefois, ne parvient pas à prendre le carrefour, notamment à cause de deux bataillons brunswickois qui ont formé le carré au-dessus du carrefour sur les ordres de Wellington et de la batterie d'artillerie à cheval du major Kullmann qui y a accueilli les cuirassiers à coups de mitraille. Kellermann a son cheval tué sous lui et doit attraper la bride des montures de deux de ses hommes pour regagner les lignes françaises, en équilibre précaire. La charge suivante de Piré ne rencontre pas plus de succès.

### Fin de la bataille
Il est environ 18 h 30. La division des gardes de Cooke continue à arriver, portant l'armée de Wellington à 36 000 fantassins et 50 canons. À deux contre un et avec la parité dans les canons, Wellington décide de passer à l'offensive. Il reste deux heures et demie de clarté. Les Gardes entrent dans le bois de Bossu, mais ont besoin de deux heures pour le dégager, car les Français ont disputé chaque bâtiment et chaque bosquet. Au coucher du soleil, à 21 heures, la bataille s'achève avec la nuit. Ney se retire en bon ordre à Frasnes, laissant le champ de bataille à Wellington. Les Alliés y passent la nuit.

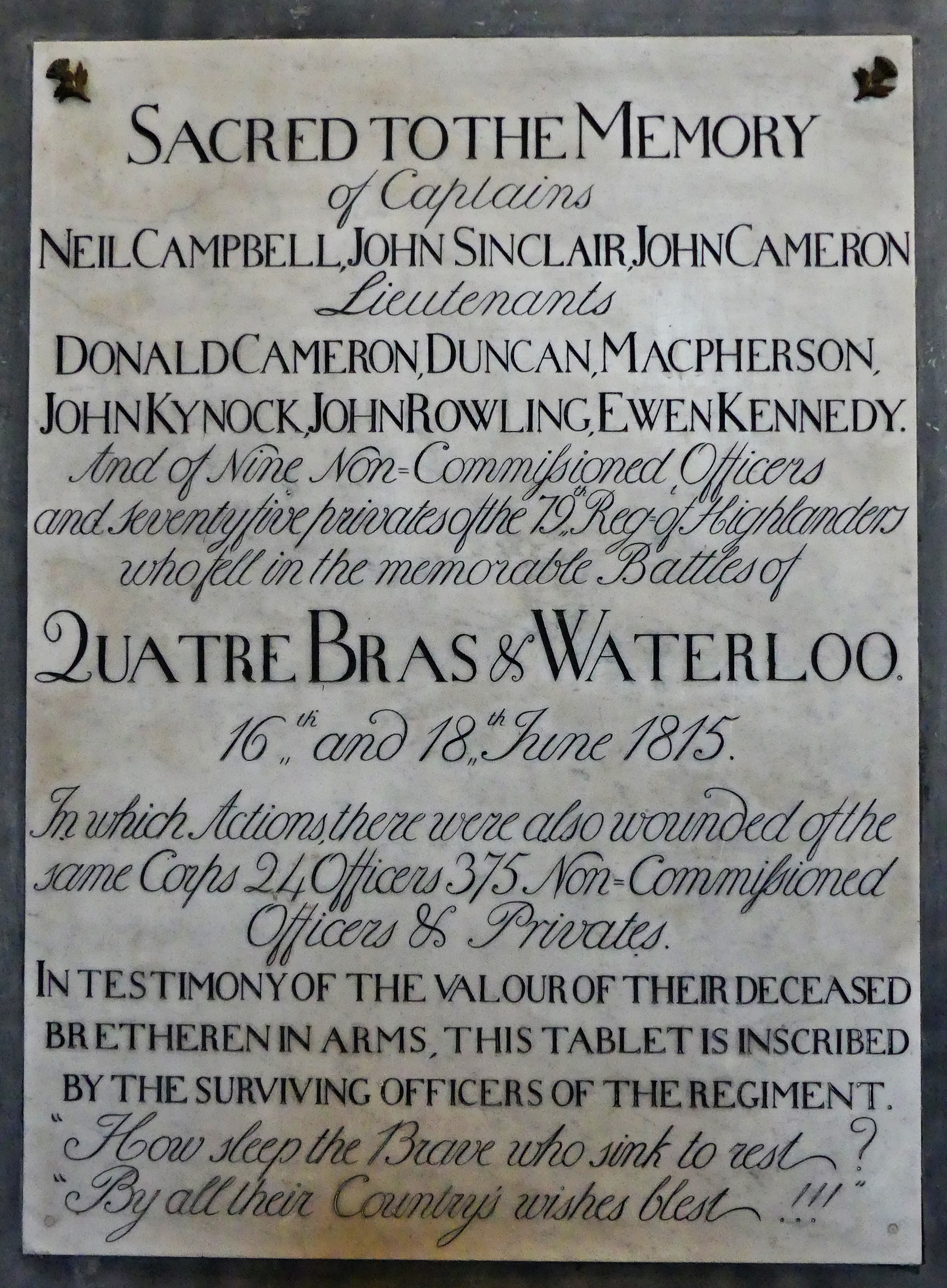
Dans l'église de Waterloo les victimes des deux batailles des Quatre-Bras et de Waterloo (16 et 18 juin 1815) sont associées

## Conséquences et analyse
L'auteur britannique Hamilton-Williams défend l'idée d'une victoire tactique, mais d'une défaite stratégique, anglaise. Par contre, Blücher a échoué à Ligny, organisant une retraite en bon ordre, talonné par Grouchy. Mais Wellington ne le sait pas encore au soir du 16 juin 1815. Vers 23 heures, le général en chef anglais envoie le prince d'Orange à Braine-le-Comte pour faire une évaluation de la situation et rapporter du quartier général la carte générale de campagne qu'il a demandée. Il dort à Genappe, se lève tôt le lendemain matin, et retourne aux Quatre Bras avant le lever du soleil. Il pense qu'il va devoir battre Ney ce jour-là, puis marcher à Ligny pour soutenir les Prussiens dans leur lutte avec Napoléon. Mais si Ney recevait le renfort d'un autre corps, un retrait stratégique pourrait être nécessaire. À tout hasard, Wellington rédige donc des ordres en ce sens vers 9 heures. Vers 10 heures, le prince d'Orange revient de Braine et le colonel Gordon, aide de camp de Wellington, du camp prussien, qui lui rapporte la nouvelle de la défaite de Blücher à Ligny et sa retraite, douze heures plus tôt. C'est décidé : l'armée anglo-néerlandaise va lever le camp et se replier sur Mont-Saint-Jean, comme convenu avec Blücher dans l'éventualité d'une défaite ce 16 juin sur la ligne de la Chaussée de Namur. Rien n'est perdu pour les Alliés : ils contrôlent encore les quatre itinéraires possibles que Napoléon pouvait emprunter pour gagner Bruxelles (Tournai/Ath, Mons-Braine-Nivelles, la chaussée de Charleroi, et la route Wavre-Bruxelles). Si Napoléon veut entrer dans Bruxelles, il devra accepter la bataille à Mont-Saint-Jean (Waterloo).
Ni Ney à Frasnes, ni Napoléon à Ligny, ne pensaient que Wellington ferait une retraite stratégique. En fait, Napoléon espérait que Ney saurait tirer Wellington vers le bas aux Quatre-Bras, jusqu'à ce que le gros de l'armée française puisse le rejoindre. Dans ce cas, les Quatre-Bras seraient devenus un piège dont Wellington n'aurait pu s'échapper.
Ce 17 juin 1815, Lord Uxbridge, chargé de l'arrière-garde alliée aux Quatre-Bras, parvient à masquer habilement le départ du gros de l'armée alliée. C'est une mauvaise surprise pour Napoléon qui fait poursuivre Lord Uxbridge, qui tient habilement les Français à distance pendant le reste de la journée, tout en reculant vers le Nord sous les trombes d'eau qui s'abattent sur la région. La poursuite prend fin pour Napoléon à l'auberge de la Belle-Alliance, ce soir du 17 juin 1815.

## Les suites de la bataille

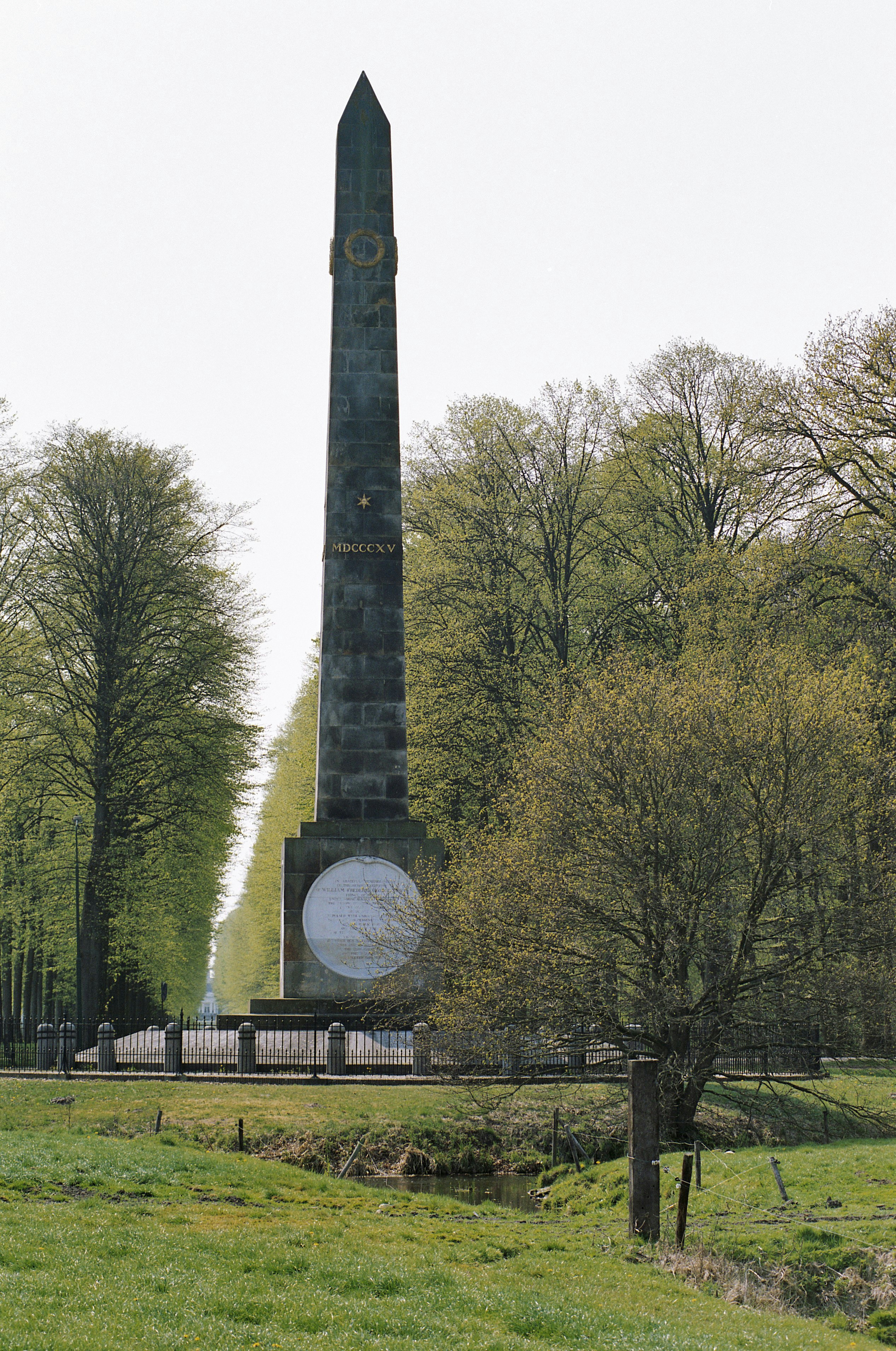
Monument en commémoration de la bataille à Soest aux Pays-Bas.

Contrairement à la bataille de Ligny, la bataille des Quatre-Bras n'était pas un exercice de génie militaire dans laquelle les généraux ont essayé d'atteindre le Saint Graal de l'encerclement comme celle de « Cannes », ce que Napoléon a presque réussi à faire à Ligny (après Gneisenau qui avait d'abord essayé de le faire). Quatre-Bras était un simple travail pénible, comme la plupart des batailles de Wellington. Mais c'est le résultat qui compte. Le « match nul » des Quatre-Bras permet à chacun des adversaires de tirer un avantage : les Français accèdent à la route du nord et de Bruxelles, établissent la sûreté de leurs communications arrières sur la Chaussée de Namur, tandis que les Alliés ont permis aux Prussiens de se retirer de Ligny battus mais en bon ordre, et aptes à rejoindre, comme convenu, l'armée de Wellington sur les hauteurs de Waterloo. Les deux camps ont, malgré tout, limité les conséquences néfastes que les retards dans l'émission ou la transmission des ordres, ou dans leur mise en œuvre, auraient pu engendrer.
Stratégiquement, les Quatre-Bras permettent la victoire alliée de Waterloo car l'échec de l'enveloppement de l'armée prussienne par les troupes de Ney, et notamment par le corps de D'Erlon, permettent à Blücher de quitter Ligny avec peu de dommages, et avec une bonne demi-journée d'avance sur Grouchy que Napoléon lancera tardivement à sa poursuite. Cette avance, Grouchy ne la rattrapera pas, et l'armée prussienne tombera sur le flanc et l'arrière droite d'une armée française qui pouvait encore prétendre, à cette heure, à la victoire.

## Heures d'arrivée des unités alliées aux Quatre-Bras
| Corps / divisions     | Heure d'arrivée     |
| --------------------- | ------------------- |
| Division Cooke        | Entre 18 et 18 h 30 |
| Division Alten        | Entre 17 et 17 h 30 |
| Division Perponcher   | Dès 14 h            |
| Division Chassé       | Restée à Nivelles   |
| Brigade Van Merlen    | Vers 15 h           |
| Division Clinton      | Le 17 juin          |
| Division Picton       | Vers 15 h           |
| Brigade Best          | Entre 15 et 15 h 30 |
| Corps Brunswick       | Vers 15 h 30        |
| Régiment Kruse        | Vers 20 h           |
| Corps Uxbridge        | Après 20 h          |
| Brigade Dornberg      | Vers 20 h           |
| Artillerie de Réserve | Le 17 juin          |

## Pertes
Selon De Bas et Wommersom les pertes des Alliés s'élevèrent à environ 4 800 hommes, et se décomposent comme suit :
- Anglais et Hanovriens : 2 911 ;
- Néerlandais : 1 073 ;
- Nassauviens : 108 ;
- Brunswickois : 708.

Des statistiques plus détaillées sont données pour la 2e division néerlandaise dans leurs annexes.
Selon le baron Gaspard Gourgaud, les pertes françaises s'élèvent à 4 140 hommes.

### Officiers combattants
- Frédéric Guillaume de Brunswick-Wolfenbüttel (1771 – 1815)
- Albert Goblet d'Alviella (1790 – 1873)
- Colonel John William Miller (Édimbourg 1784 – Bruxelles 17 juin 1815)[Note 15]

Monuments aux Quatre-Bras
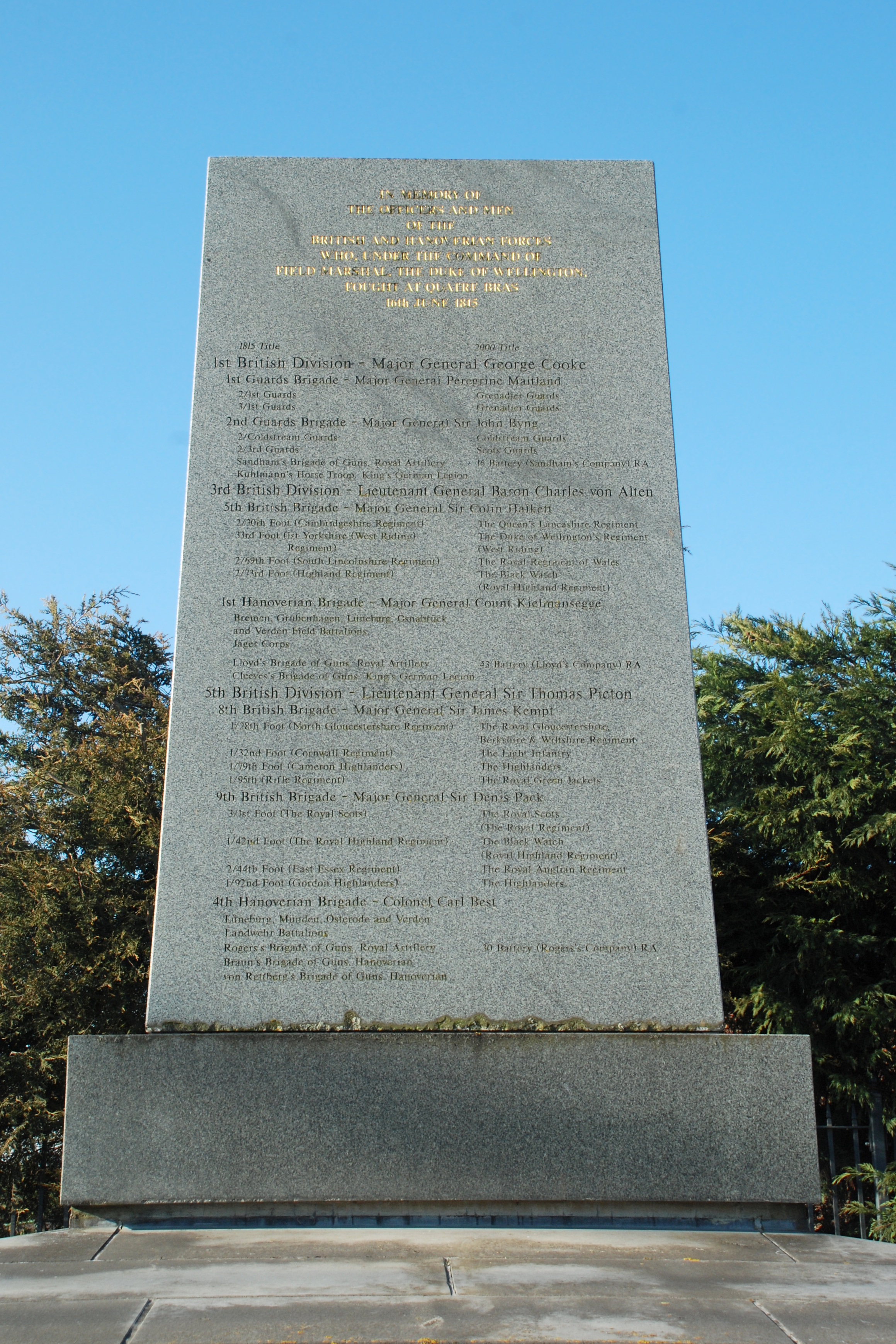
Monument aux troupes britanniques et hanovriennes.
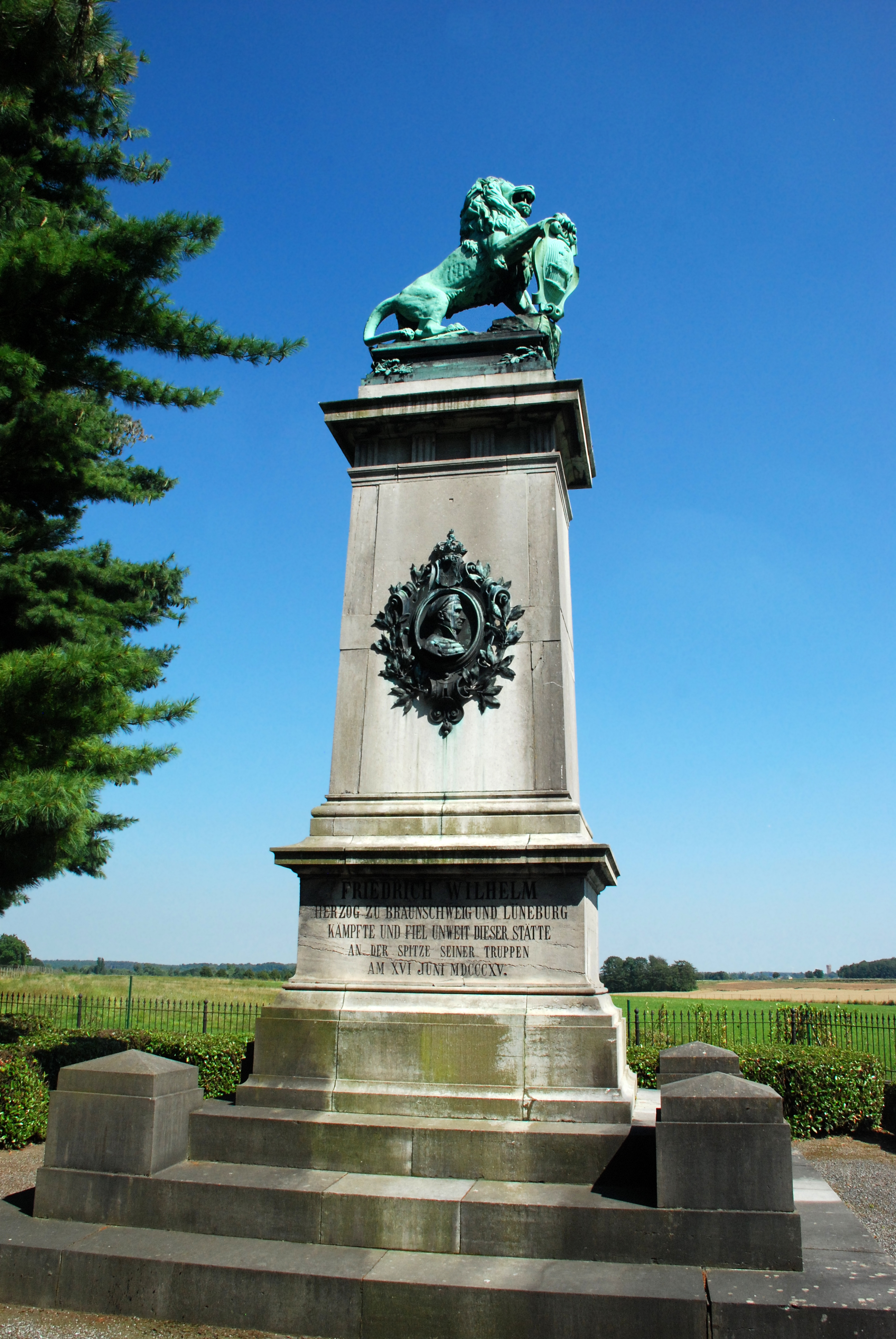
Monument Brunswick.
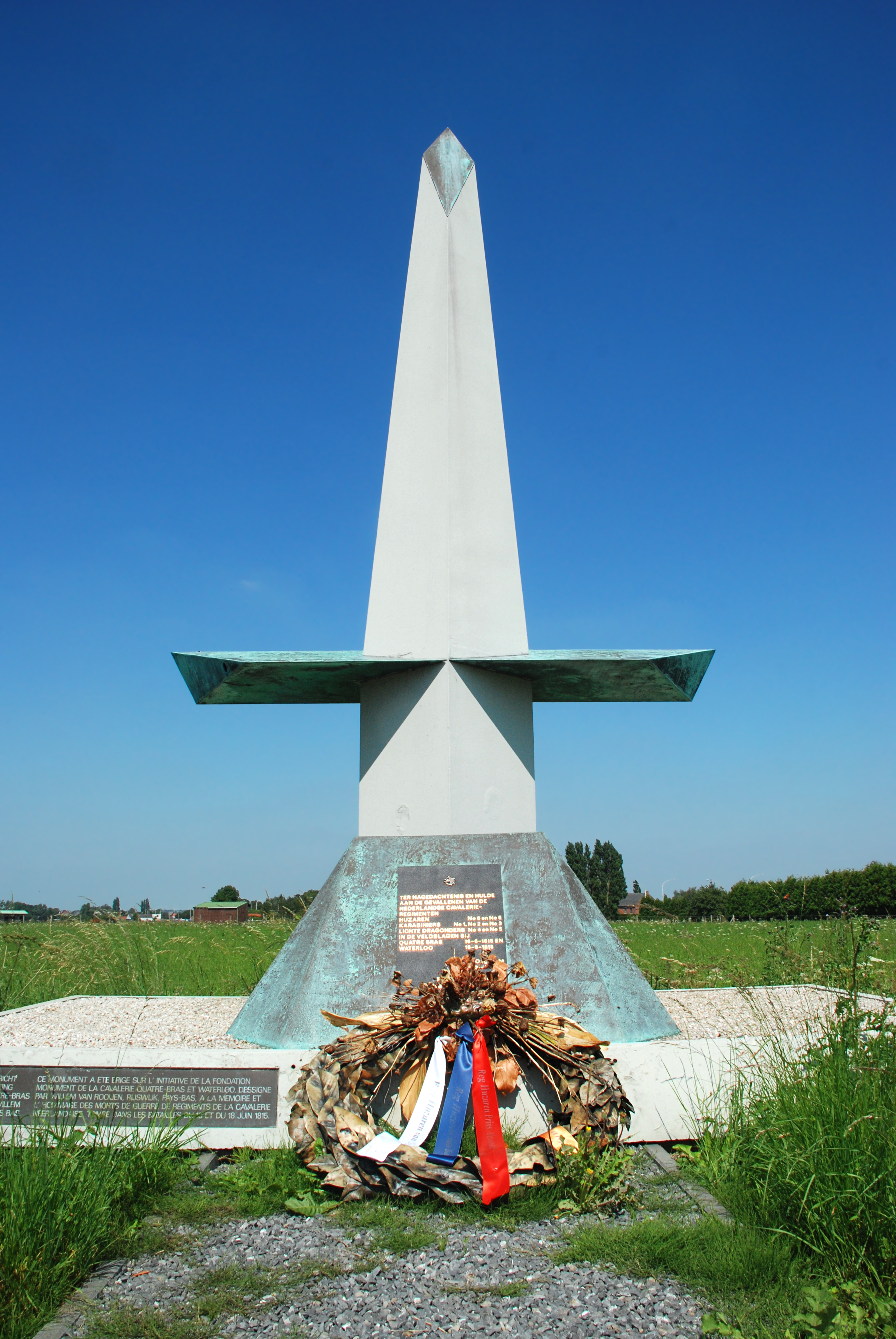
Monument à la cavalerie néerlandaise.
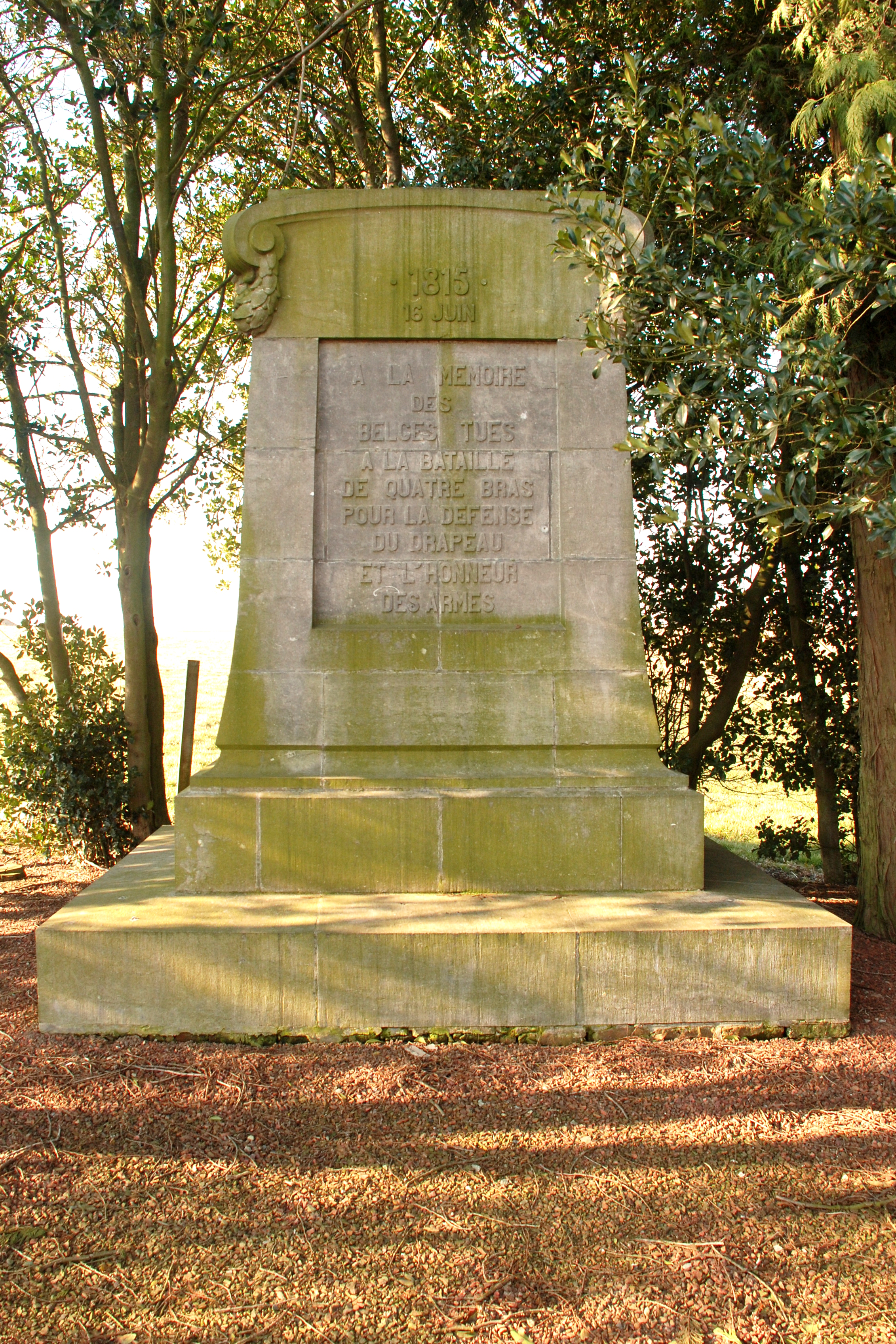
Monument aux Belges (Quatre Bras).